# Kearfottia
Kearfottia är ett släkte av fjärilar som beskrevs av Charles Henry Fernald 1904. Kearfottia ingår i familjen Eriocottidae.

## Dottertaxa tillKearfottia, i alfabetisk ordning[1]
- Kearfottia albifasciella Fernald, 1904
- Kearfottia japonica Saigusa & Sugimoto, 2021

## Homonym
Kearfottia används för följande  homonym.
- Kearfottia Traugott-Olsen, 1996 synonym till släktet Stephensia Stainton, 1858